# Scaptomyza affinicuspidata
Scaptomyza affinicuspidata är en tvåvingeart som beskrevs av Hardy 1965. Scaptomyza affinicuspidata ingår i släktet Scaptomyza och familjen daggflugor. Inga underarter finns listade i Catalogue of Life.